# Sounds from the Verve Hi-Fi
Sounds from the Verve Hi-Fi – album kompilacyjny zrealizowany przez Thievery Corporation na zlecenie wytwórni Verve i wydany w 2002 roku.

## Historia albumu
Album Sounds from the Verve Hi-Fi został wydany 29 stycznia 2002 roku w Stanach Zjednoczonych i Europie przez Verve Records jako CD i podwójny LP.
Na potrzeby tej kompilacji Rob Garza i Eric Hilton wydobyli z archiwów legendarnej wytwórni szereg utworów, tworząc kolekcję, która pokazuje rodzaj muzycznej różnorodności, która charakteryzowała jej działalność wydawniczą od lat 60. XX wieku: bossa nova, latin jazz, samba, hard bop i muzyka folkowa. W zbiorze ich ulubionych utworów znaleźli się zarówno prekursorzy acid jazzu, tacy jak Wes Montgomery czy Jackie and Roy jak i artyści mniej znani, jak Kenyon Hopkins, The Jazz Renegades i Wynton Kelly. Prawie połowa utworów ukazała się na CD po raz pierwszy w Ameryce.

## Lista utworów
Zestaw utworów na płycie CD:
| Nr  | Tytuł utworu           | Oryginalny wykonawca           | Długość |
| --- | ---------------------- | ------------------------------ | ------- |
| 1.  | „Menina Flor”          | Stan Getz i Luiz Bonfá         | 4:09    |
| 2.  | „Chove Chuva”          | Sérgio Mendes & Brasil '66     | 3:17    |
| 3.  | „OGD (Road Song)”      | Jimmy Smith and Wes Montgomery | 6:07    |
| 4.  | „Hard Latin”           | Kenyon Hopkins                 | 2:11    |
| 5.  | „The Fakir”            | Cal Tjader with Lalo Schifrin  | 3:17    |
| 6.  | „Something Else Again” | Richie Havens                  | 3:13    |
| 7.  | „Light My Fire”        | Astrud Gilberto                | 2:55    |
| 8.  | „Bala Com Bala”        | Elis Regina                    | 3:10    |
| 9.  | „Batucada”             | Walter Wanderley               | 2:09    |
| 10. | „Samba Triste”         | Jackie and Roy                 | 2:21    |
| 11. | „Cuchy Frito Man”      | Cal Tjader                     | 2:22    |
| 12. | „Lisa”                 | Willie Bobo                    | 6:11    |
| 13. | „For Mods Only”        | Chico Hamilton                 | 4:29    |
| 14. | „Escapade”             | Wynton Kelly Trio              | 2:49    |
| 15. | „Do It The Hard Way”   | The Jazz Renegades             | 4:08    |
|     |                        |                                | 52:48   |

## Odbiór

### Listy tygodniowe
| Kraj              | Lista                   | Pozycja |
| ----------------- | ----------------------- | ------- |
| Stany Zjednoczone | Heatseekers Albums      | 43      |
| Stany Zjednoczone | Jazz Albums             | 8       |
| Stany Zjednoczone | Traditional Jazz Albums | 3       |